# Charles Weerts
Charles Weerts (Verviers, 1º marzo 2001) è un pilota automobilistico belga.
Dal 2019 è pilota ufficiale dell'Audi con cui ha vinto tre volte il GT World Challenge Europe Sprint Cup nel 2020, 2021 e 2022.

## Carriera

### Gli inizi in Formula
Weerts debutta in monoposto nel 2017, unendosi al team Motopark per le ultime tre gare della stagione 2016-17 della Formula 4 degli Emirati Arabi Uniti e per il Campionato ADAC di Formula 4, dove chiude secondo tra i Rookie. Nel 2018 sempre con Motopark ritorna nella Formula 4 EAU dove vince sette gare e conquista la vittoria finale del campionato con 50 punti di vantaggio dal secondo, David Schumacher. Nel resto dell'anno passa al team Van Amersfoort Racing per competere nella Formula 4 ADAC e in modo part time anche alla Formula 4 italiana, nella serie tedesca conquista una vittoria e chiude altre tre volte a podio chiudendo quinto in classifica.

### GT World Challenge Europe
Nel 2019 lascia la Formula per correre nelle gare GT con il team Belgian Audi Club Team WRT. Già nella prima stagione del Blancpain GT Series Sprint Cup (attuale GT World) Weerts si dimostra molto competitivo. Nel 2020 viene confermato dal team insieme al connazionale Dries Vanthoor. Il duo trionfa nella Sprint Cup mentre chiudono ottavi nella Endurance Cup.
Il 2021 è un anno di successi, conquistano quattro vittorie e bissano il successo dell'anno precedente nella Sprint Cup. I due, con il supporto di Kelvin van der Linde, chiudono terzi anche nella serie Endurance. Weerts e Vanthoor con i risultati in entrambe le coppe vincono la classifica generale del GT World Challenge Europe.
Nel 2022 il Belgian Audi Club Team WRT conferma Weerts e Vanthoor sia per la Sprint Cup che per l'Endurance Cup con van der Linde. L'equipaggio vince la prima gara endurance stagionale a Imola, per Weerts è la prima vittoria nella Endurance Cup. Nella Sprint ottengono quattro vittorie e con il terzo posto nella prima gara di Valencia si laureano campioni, per Weerts è il terzo successo consecutivo.
Dal 2023 il Team WRT lascia la casa dei cinque anelli per la BMW, Weerts e Dries Vanthoor decidono di continuare con la WRT. Il primo successo con la nuova vettura, la BMW M4 GT3, arriva nella 9 Ore di Kyalami, in Sudafrica, gara valida per l'Intercontinental GT Challenge.

## Risultati

### Riassunto della carriera
| Stagione | Serie                                   | Team                       | Gare | Vittorie | Pole | G.V | Podio | Punti | Pos. |
| -------- | --------------------------------------- | -------------------------- | ---- | -------- | ---- | --- | ----- | ----- | ---- |
| 2016–17  | Formula 4 degli Emirati Arabi Uniti     | Team Motopark 2            | 11   | 0        | 0    | 0   | 1     | 94    | 7°   |
| 2017     | Formula 4 ADAC                          | Motopark                   | 21   | 0        | 0    | 0   | 0     | 3     | 22°  |
| 2017–18  | Formula 4 degli Emirati Arabi Uniti     | Dragon Motopark F4         | 23   | 8        | 3    | 8   | 16    | 377   | 1°   |
| 2018     | Formula 4 ADAC                          | Van Amersfoort Racing      | 21   | 1        | 0    | 2   | 4     | 195   | 5°   |
| 2018     | Formula 4 italiana                      | Van Amersfoort Racing      | 3    | 0        | 0    | 0   | 0     | 15    | 18°  |
| 2019     | Blancpain GT Series Sprint Cup          | Belgian Audi Club Team WRT | 10   | 1        | 1    | 0   | 1     | 40.5  | 6°   |
| 2019     | Blancpain GT Series Endurance Cup       | Belgian Audi Club Team WRT | 3    | 0        | 0    | 0   | 0     | 0     | NC   |
| 2019     | GT italia- Endurance (GT3 Pro)          | Audi Sport Italia          | 2    | 0        | 0    | 0   | 2     | ?     | ?    |
| 2020     | GT World Challenge Europe Sprint Cup    | Belgian Audi Club Team WRT | 10   | 2        | 0    | 0   | 6     | 89    | 1°   |
| 2020     | GT World Challenge Europe Endurance Cup | Belgian Audi Club Team WRT | 4    | 0        | 0    | 0   | 0     | 39    | 8°   |
| 2020     | ADAC GT Masters                         | Team WRT                   | 12   | 1        | 0    | 0   | 3     | 82    | 10°  |
| 2020     | Intercontinental GT Challenge           | Audi Sport Team WRT        | 1    | 0        | 0    | 0   | 1     | 18    | 14°  |
| 2021     | GT World Challenge Europe Sprint Cup    | Belgian Audi Club Team WRT | 10   | 4        | 2    | 2   | 7     | 103.5 | 1°   |
| 2021     | GT World Challenge Europe Endurance Cup | Belgian Audi Club Team WRT | 5    | 0        | 0    | 0   | 3     | 79    | 3°   |
| 2021     | Intercontinental GT Challenge           | Audi Sport Team WRT        | 3    | 0        | 0    | 0   | 1     | 40    | 5°   |
| 2021     | ADAC GT Masters                         | Team WRT                   | 12   | 1        | 1    | 0   | 1     | 66    | 14°  |
| 2022     | GT World Challenge Europe Sprint Cup    | Belgian Audi Club Team WRT | 10   | 5        | 3    | 2   | 9     | 135.5 | 1°   |
| 2022     | GT World Challenge Europe Endurance Cup | Belgian Audi Club Team WRT | 5    | 1        | 2    | 0   | 1     | 39    | 9°   |
| 2023     | Intercontinental GT Challenge           | Team WRT                   | 2    | 1        | 0    | 0   | 1     | 37*   |      |

† Weerts era un pilota ospite, non idoneo a conquistare punti* Stagione in corso.

### Risultati GT World Challenge Europe

#### Endurance Cup
| Anno    | Team                       | Auto            | Classe | 1       | 2       | 3       | 4       | 5       | Punti | Pos. |
| ------- | -------------------------- | --------------- | ------ | ------- | ------- | ------- | ------- | ------- | ----- | ---- |
| 2019    | Belgian Audi Club Team WRT | Audi R8 LMS Evo | Silver | MON 27  | SIL Rit |         |         |         | 1     | 25°  |
| 2019    | Belgian Audi Club Team WRT | Audi R8 LMS Evo | Pro    |         |         | LEC 13  | SPA 12  | CAT Rit | 0     | Nc   |
| 2020    | Belgian Audi Club Team WRT | Audi R8 LMS Evo | Pro    | IMO 4   | NÜR 5   | SPA Rit | LEC 4   |         | 39    | 8°   |
| 2021    | Belgian Audi Club Team WRT | Audi R8 LMS Evo | Pro    | MON Rit | LEC 2   | SPA 2   | NÜR 6   | CAT 3   | 79    | 3°   |
| 2022    | Belgian Audi Club Team WRT | Audi R8 LMS Evo | Pro    | IMO 1   | PAU 41  | SPA Rit | HOC Rit | CAT 4   | 35    | 9°   |
| 2023    | Team WRT                   | BMW M4 GT3      | Pro    | MON 6   | LEC 1   | SPA Rit | NUR 7   | BAR 11  | 26    | 11°  |
| 2024    | Team WRT                   | BMW M4 GT3      | Pro    | LEC     | SPA     | NUR     | MON     | JED     |       |      |
| Legenda |                            |                 |        |         |         |         |         |         |       |      |

* Stagione in corso.

#### Sprint Cup
| Anno    | Team                       | Auto            | Classe | 1      | 2     | 3       | 4     | 5      | 6      | 7     | 8      | 9      | 10      | Punti | Pos. |
| ------- | -------------------------- | --------------- | ------ | ------ | ----- | ------- | ----- | ------ | ------ | ----- | ------ | ------ | ------- | ----- | ---- |
| 2019    | Belgian Audi Club Team WRT | Audi R8 LMS Evo | Pro    | BRH 12 | BRH 6 | MIS Rit | MIS 1 | ZAN 13 | ZAN 5  | NÜR 4 | NÜR 26 | HUN 8  | HUN 7   | 40.5  | 6°   |
| 2020    | Belgian Audi Club Team WRT | Audi R8 LMS Evo | Pro    | MIS 1  | MIS 4 | MIS 1   | MAG 3 | MAG 4  | ZAN 12 | ZAN 7 | CAT 6  | CAT 2  | CAT 2   | 89    | 1°   |
| 2021    | Belgian Audi Club Team WRT | Audi R8 LMS Evo | Pro    | MAG 1  | MAG 2 | ZAN 8   | ZAN 3 | MIS 1  | MIS 1  | BRH 1 | BRH 2  | VAL 16 | VAL Rit | 103.5 | 1°   |
| 2022    | Belgian Audi Club Team WRT | Audi R8 LMS Evo | Pro    | BRH 2  | BRH 2 | MAG 1   | MAG 6 | ZAN 1  | ZAN 2  | MIS 1 | MIS 1  | VAL 3  | VAL 1   | 135,5 | 1°   |
| 2023    | Team WRT                   | BMW M4 GT3      | Pro    | BRH 3  | BRH 3 | MIS 3   | MIS 9 | HOC 3  | HOC5   | VAL 5 | VAL 1  | ZAN 5  | ZAN 2   | 86.5  | 3°   |
| 2024    | Team WRT                   | BMW M4 GT3      | Pro    | BRH 1  | BRH 7 | MIS 2   | MIS 1 | HOC    | HOC    | MAG   | MAG    | CAT    | CAT     | 49*   |      |
| Legenda |                            |                 |        |        |       |         |       |        |        |       |        |        |         |       |      |

* Stagione in corso.

### Risultati 9 Ore di Kyalami
| Anno | Team     | Co-piloti                            | Auto       | Classe  | giri | Pos. | Class Pos. |
| ---- | -------- | ------------------------------------ | ---------- | ------- | ---- | ---- | ---------- |
| 2023 | Team WRT | Dries Vanthoor Sheldon van der Linde | BMW M4 GT3 | GT3-Pro | 306  | 1°   | 1°         |